# Arnoltice (Bulovka)
Arnoltice (německy Arnsdorf) je vesnice, část obce Bulovka v okrese Liberec. Nachází se asi dva kilometry západně od Bulovky, při soutoku Bulovakého a Arnoltického potoka. Prochází zde silnice I/13. Arnoltice leží v katastrálním území Arnoltice u Bulovky o rozloze 6,1 km².

## Název
Název obce značí, že ves původně patřila Arnoltovi. Její pojmenování přechází od Arnsdorff (jež je zaznamenáno roku 1404), přes Arnsdorf (1454), Arnnstorff či Arnstorff (1481), Arinßdorf nebo Aryßdorff či dokonce Arnsdorff (1482), Arnstorf (1525), Arnßdorff (1593), Armbßdorff (1654), až po Arnsdorf (1790).

## Historie
První písemná zmínka o vesnici pochází z roku 1404. Arnoltice byly roku 1442 lénem rodu Tschirnhausů, po nich převzali obec Kyawové, za kterých byla tato ves rozdělena na Horní a Dolní Arnoltice. V 17. století došlo k několikerému střídání lenních pánů a k naprostému zruinování zdejšího majetku v důsledku války. Kvůli reformaci emigrovala z obce značná část obyvatel. Obec pak roku 1664 připojil ke svému panství hrabě Gallas. Na konci 18. století stálo v obci 53 domů a v roce 1833 dosáhl počet obyvatel 600. Ve vsi byla v té době škola, poplužní dvůr, ovčárna a mlýn. Měla čistě zemědělský charakter. Jedinými dvěma průmyslovými objekty v obci na konci druhé světové války byla parní cihelna a kostní mlýn. Cihelna ukončila svou činnost až roku 1982.
Do roku 1950 byla samostatnou obcí a od roku 1961 patří jako místní část obce Bulovka.
U vesnice se v někdejším teletníku nacházela nelegální skládka odpadu, který sem byl dovezen z Německa. Během listopadu roku 2012 tato skládka v rozmezí čtrnácti dnů dvakrát vzplála. V roce 2015 získal Liberecký kraj od ministerstva životního prostředí dotaci ve výši pěti milionů korun na likvidaci této skládky.

## Obyvatelstvo
| Rok            | 1869 | 1880 | 1890 | 1900 | 1910 | 1921 | 1930 | 1950 | 1961 | 1970 | 1980 | 1991 | 2001 | 2011 | 2021 |
| -------------- | ---- | ---- | ---- | ---- | ---- | ---- | ---- | ---- | ---- | ---- | ---- | ---- | ---- | ---- | ---- |
| Počet obyvatel | 749  | 700  | 713  | 697  | 677  | 595  | 583  | 277  | 323  | 329  | 301  | 268  | 320  | 307  | 329  |
| Počet domů     | 132  | 143  | 145  | 149  | 148  | 148  | 146  | 120  | 81   | 74   | 69   | 75   | 76   | 76   | 79   |

## Doprava
Obcí ve směru od severu k jihu prochází silnice I/13. Ta byla vyměřena roku 1826 a mezi roky 1830 až 1834 ji vystavěla firma „J. Pollack und Salomon Hahn“. Na západní straně silnice (jižně od mostku, jímž překračuje Bulovský potok) stojí klasicistní objekt čp. 90, v němž fungoval zájezdní hostinec.

## Pamětihodnosti

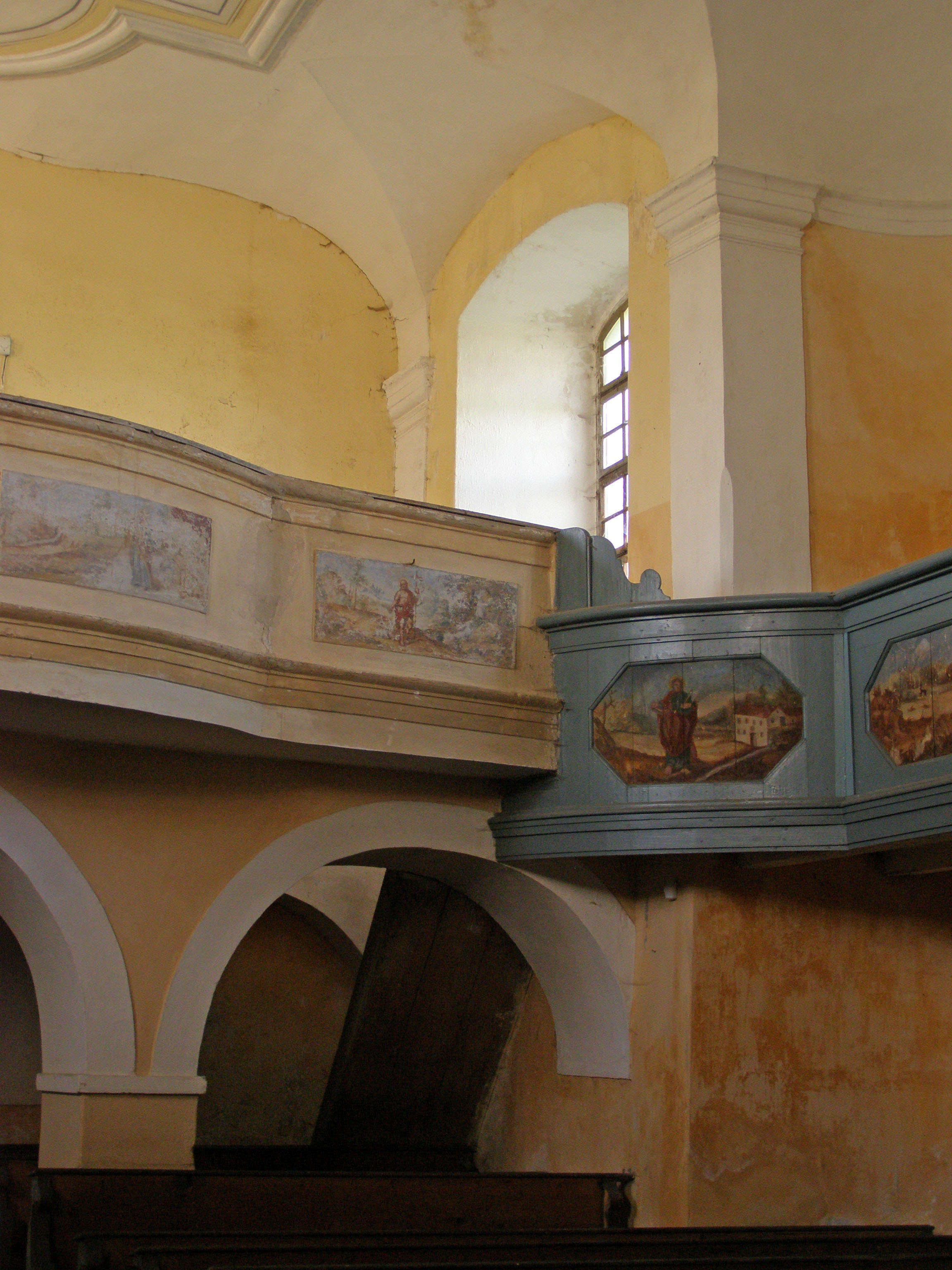
Interiér arnoltického kostela

- Kostel sv. Máří Magdaleny
- Dům číslo popisné 48
- most
- Kříž